# Jeff Okudah
Jeffrey Chidera Okudah (Grand Prairie, 2 de fevereiro de 1999) é um cornerback de futebol americano dos Estados Unidos que joga pelo Atlanta Falcons da National Football League (NFL). Ele jogou futebol americano universitário na Ohio State, onde foi um All-American unânime em 2019 antes de ser selecionado pelo Detroit Lions em terceiro lugar geral no Draft da NFL de 2020.[carece de fontes?]

## Carreira no ensino médio
Okudah estudou na South Grand Prairie High School em Grand Prairie, Texas . Com um histórico excelente, ele escolheu a Universidade Estadual de Ohio em janeiro de 2017.

## Carreira universitária
Jogando como um calouro na Universidade Estadual de Ohio, no ano de 2017, Okudah jogou em todos os 14 jogos e teve 17 tackles. Em seu segundo ano, em 2018, ele disputou 13 partidas, registrando 32 tackles. Como júnior em 2019, ele registrou a primeira interceptação de sua carreira contra o Miami Redhawks. Como júnior em 2019, Okudah teve 34 tackles, 9 passes defendidos e 3 interceptações.
Por suas atuações naquela temporada, ele foi nomeado por unanimidade para o College Football All-America Team de 2019 e também foi nomeado finalista do Prêmio Jim Thorpe . Okudah decidiu abrir mão de seu último ano ao se candidatar para o Draft de 2020 da NFL .

## Carreira profissional

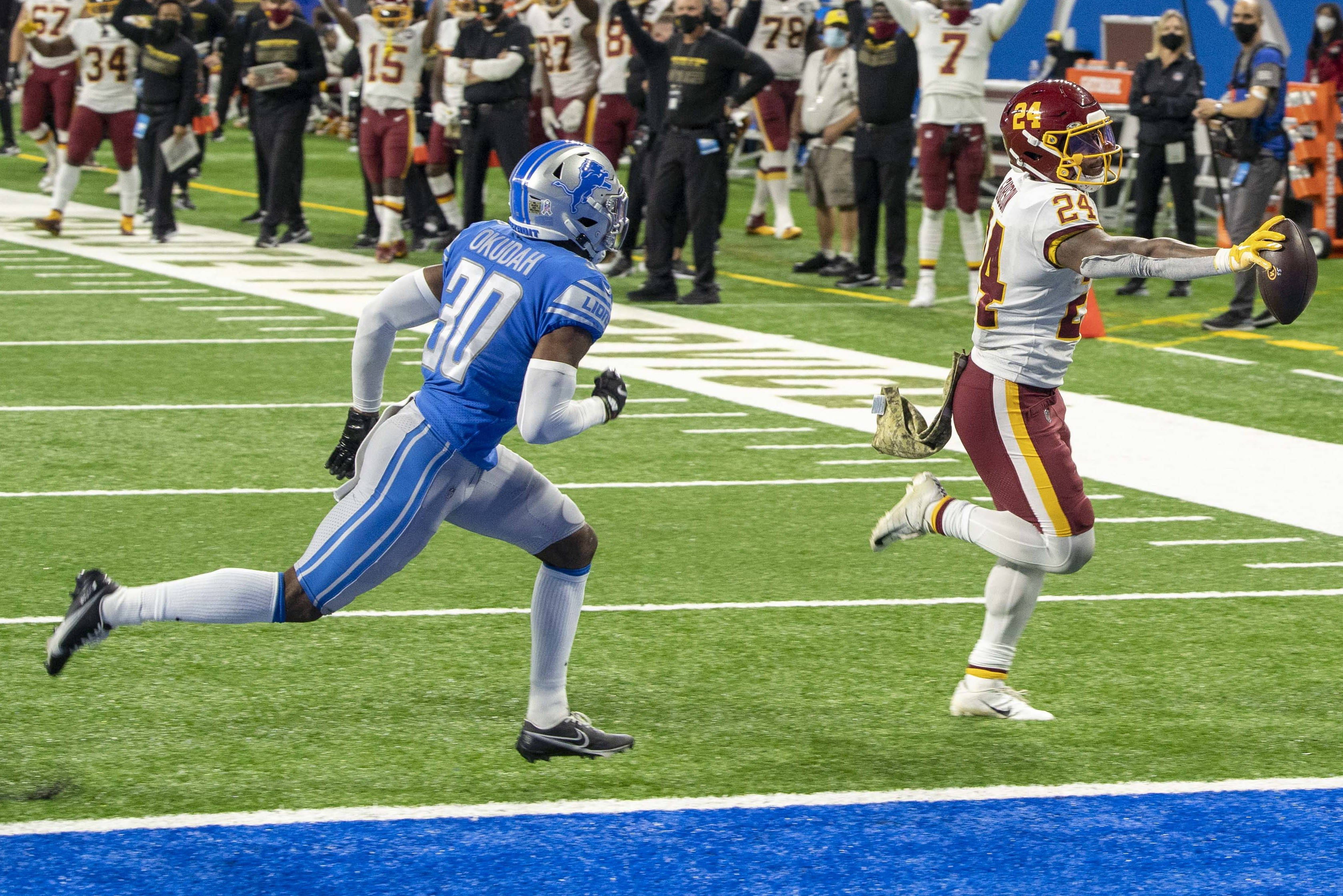
Okudah jogando contra o Washington Football Team em 2020.

### Detroit Lions
Okudah foi considerado o melhor prospecto na posição de cornerback no Draft da NFL de 2020, onde foi selecionado em terceiro lugar geral pelo Detroit Lions . Ele assinou um contrato de quatro anos como estreante em 13 de julho de 2020. O contrato vale US$ 33,528 milhões totalmente garantidos, incluindo um bônus de assinatura de US$ 21,944 milhões.
Ele sofreu uma lesão no tendão da coxa durante o campo de treinamento e, consequentemente, perdeu o jogo de abertura da temporada.
Ele voltou a jogar na segunda semana contra o Green Bay Packers, onde permitiu seis finalizações para 96 jardas.
Na semana seguinte, ele registrou a primeira interceptação em sua carreira, em um passe feito pelo quarterback do Arizona Cardinals, Kyler Murray . Okudah foi colocado na reserva, após uma cirurgia que procurava resolver uma lesão muscular em 15 de dezembro de 2020.
Durante a abertura da temporada de 2021 dos Lions contra o San Francisco 49ers, Okudah rompeu o tendão de Aquiles e foi novamente colocado na reserva devido a sua lesão.

### Atlanta Falcons
Okudah foi negociado com o Atlanta Falcons em 13 de abril de 2023 em troca de uma escolha de draft da 5ª rodada do draft de 2023 da NFL .

## Estatísticas da carreira na NFL
| Ano      | Equipe   | jogos | jogos | Tackles | Tackles | Tackles | Tackles | Interceptações | Interceptações | Interceptações | Interceptações | Interceptações | Interceptações | Fumbles | Fumbles | Fumbles | Fumbles |
| Ano      | Equipe   | GP    | GS    | Cmb     | Só      | Ast     | Sck     | DP             | Int            | jardas         | média          | Lng            | TD             | FF      | FR      | jardas  | TD      |
| -------- | -------- | ----- | ----- | ------- | ------- | ------- | ------- | -------------- | -------------- | -------------- | -------------- | -------------- | -------------- | ------- | ------- | ------- | ------- |
| 2020     | DET      | 9     | 6     | 47      | 41      | 6       | 0,0     | 2              | 1              | 36             | 36,0           | 36             | 0              | 0       | 0       | 0       | 0       |
| 2021     | DET      | 1     | 1     | 4       | 3       | 1       | 0,0     | 1              | 0              | 0              | 0,0            | 0              | 0              | 0       | 0       | 0       | 0       |
| 2022     | DET      | 15    | 15    | 73      | 59      | 14      | 0,0     | 7              | 1              | 20             | 20,0           | 20             | 1              | 1       | 0       | 0       | 0       |
| Carreira | Carreira | 25    | 22    | 124     | 103     | 21      | 0,0     | 10             | 2              | 56             | 28,0           | 36             | 1              | 0       | 0       | 0       | 0       |